# 와카바야시촌
와카바야시촌(若林村)은 도야마현 도나미군·니시토나미군에  있던 촌이다. 

## 지리
- 현재의 도나미시, 오야베시에 해당한다.

## 역사
- 1889년 4월 1일 - 정촌제 시행에 의해 도나미군 와카바야시촌이 성립하였다.
- 1896년 3월 29일 - 군 개편에 의해 도나미군에서 분립해, 니시토나미군이 성립하여,  니시토나미군에 속하게 되었다.
- 1957년 9월 30일 - 니시토나미군 와카바야시촌이 분할하는 구역은 다음과 같다.
  - 오아자 호지마、오아자 니시나카의 구역의 일부 및 시모나카의 구역의 일부가 → 도나미시에 편입되었다。
  - 오아자 카나야모토에、오아자 미즈마키、오아자 니시나카의 구역의 일부 및 오아자 시모나카의 구역의 일부가 → 니시토나미군이스루기정에 편입되었다.